# Opatov (stanice metra)
Opatov (zkratka OP) je stanice metra v Praze, nacházející se na trase C, na úseku II.C. Leží v centru sídliště Jižní Město, na území Chodova, západně od lokalit Litochleby a Opatov. Byla otevřena pod názvem Družby 7. listopadu 1980, dnešní název získala při hromadném přejmenování stanic metra 22. února 1990. V době, kdy byla v provozu pouze trasa I.C, se uvažovalo o neprakticky dlouhém názvu Československo-sovětského přátelství.

## Charakteristika stanice
Opatov je hloubená stanice, založená v jámě; konstrukce je monolitická, železobetonová. Nástupiště leží 11 m pod povrchem a není podpíráno sloupy. Obkladem jsou ploché keramické tvarovky různých barev. Dále má stanice 151 provozních místností, které jsou před i za nástupištěm. Z nástupiště vede jen jeden výstup pevným schodištěm do vestibulu nacházejícího se v úrovni okolního zahloubeného terénu. Nouzový bezbariérový přístup do stanice zajišťuje upravený nákladní výtah na druhé straně nástupiště (na východním konci).
Vestibul stanice je tvořen mostní konstrukcí Chilské ulice, na níž se nachází i terminál městské a příměstské autobusové dopravy, k němuž z úrovně vestibulu vedou tři eskalátory a jeden točitý chodník. Z vestibulu úrovňově vycházejí chodníky na východ k sídlišti Jižní Město I i na západ k vilové části Chodova (oblast Starochodovské ulice).
Na výstavbu stanice bylo vynaloženo 264 milionů Kčs.

## Modernizace stanice
Dlouhodobě se vedly diskuze o nutnosti komplexní rekonstrukce stanice, včetně jejího bezbariérového zpřístupnění. Podle některých návrhů se tak mělo stát současně s prodloužením tramvajové trati ze současné konečné zastávky Spořilov přes Opatov na Jižní Město a výstavby kancelářského komplexu v těsné blízkosti stanice. Termín realizace tohoto projektu ale nebyl stanoven.
Oprava stanice začala nakonec v prosinci 2019 s rozpočtem čtvrt miliardy korun a odhadovaným dokončením v létě 2020. Jednalo se především o opravu hydroizolace a zpřístupnění výtahy. Dále došlo k výměně podhledů, osvětlení, mobiliáře, obkladů, stropních desek, izolace či vzduchotechniky. Rekonstrukce byla dokončena 16. prosince 2020 a stála nakonec 300 milionů korun. Byly zprovozněny dva nové výtahy. První vede z nástupiště do vestibulu stanice, a druhý vede z vestibulu k autobusovým zastávkám na východní straně Chilské ulice.

## Další fotografie

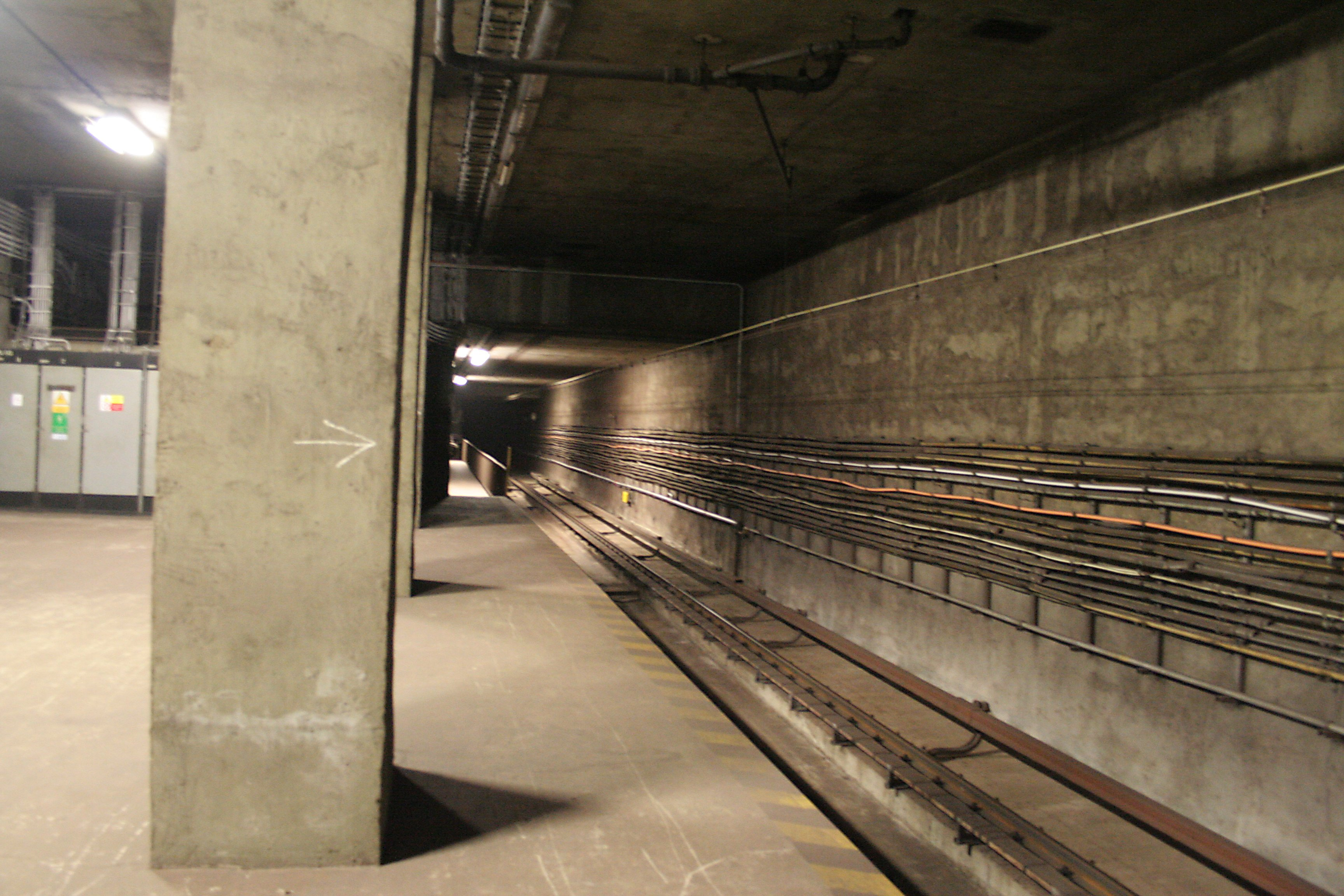
Prostor za nástupištěm ve stanici Opatov
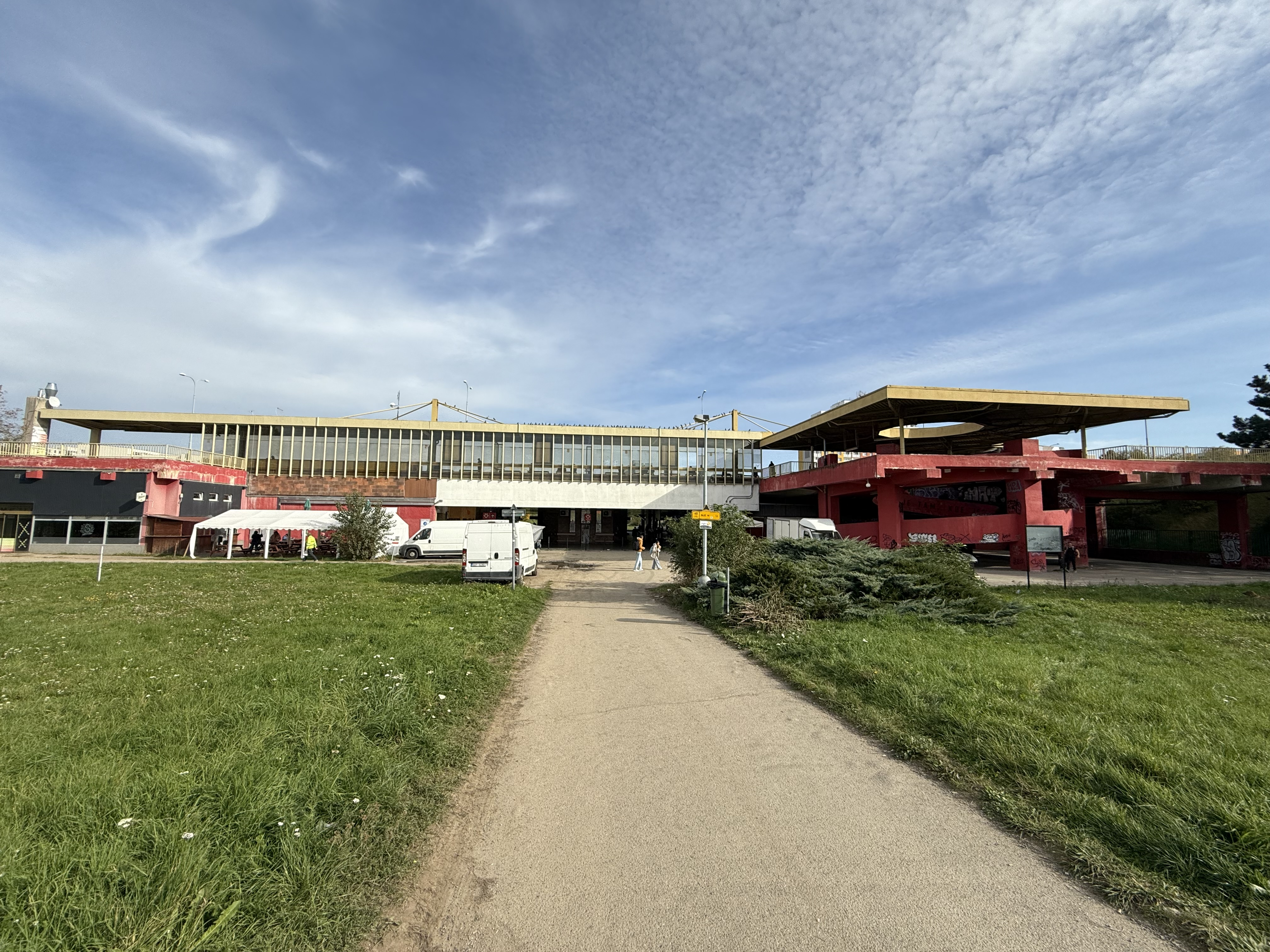
Západní pohled na nadzemní část stanice Opatov (2024)
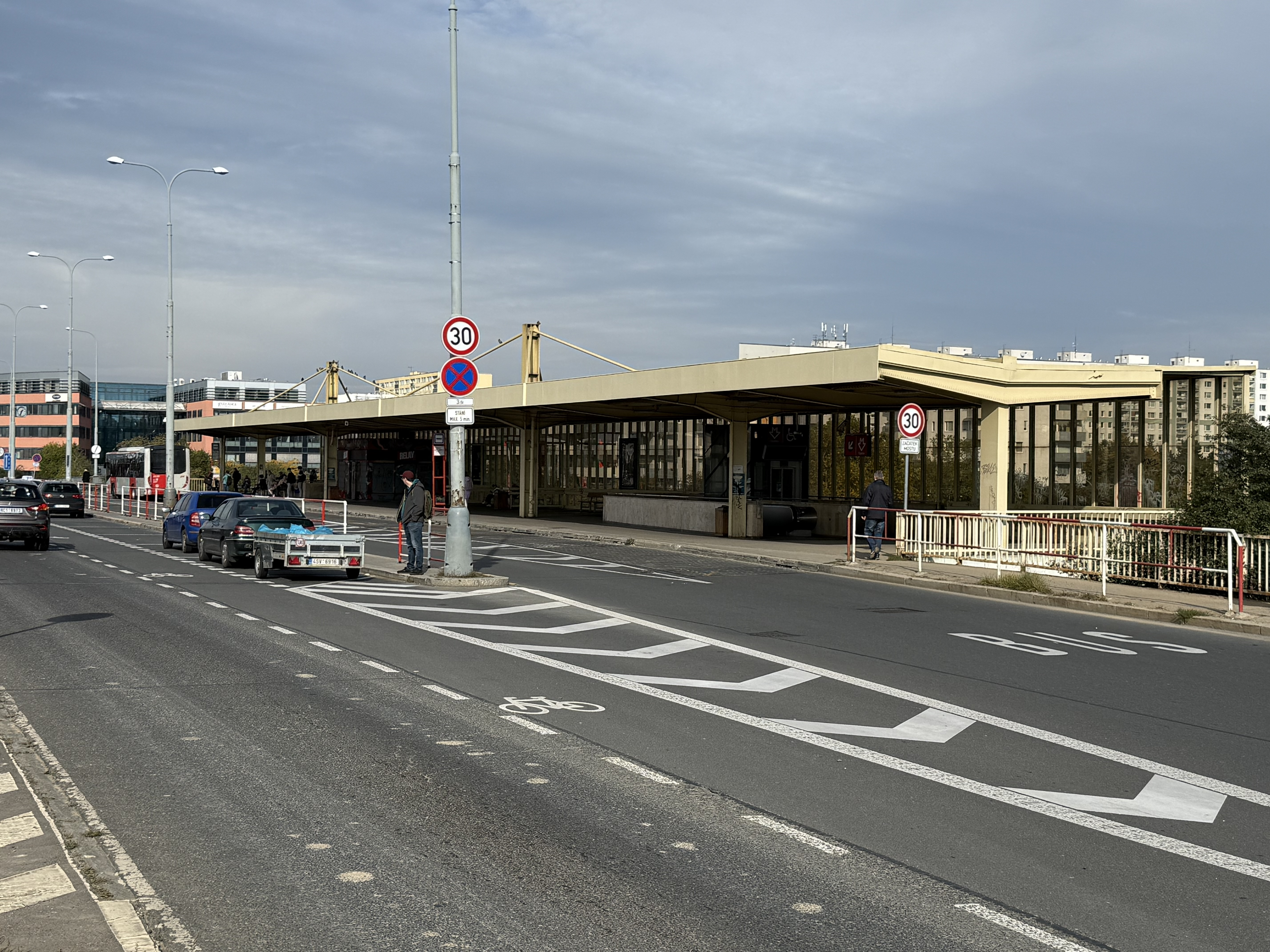
Autobusový terminál u stanice (říjen 2024)
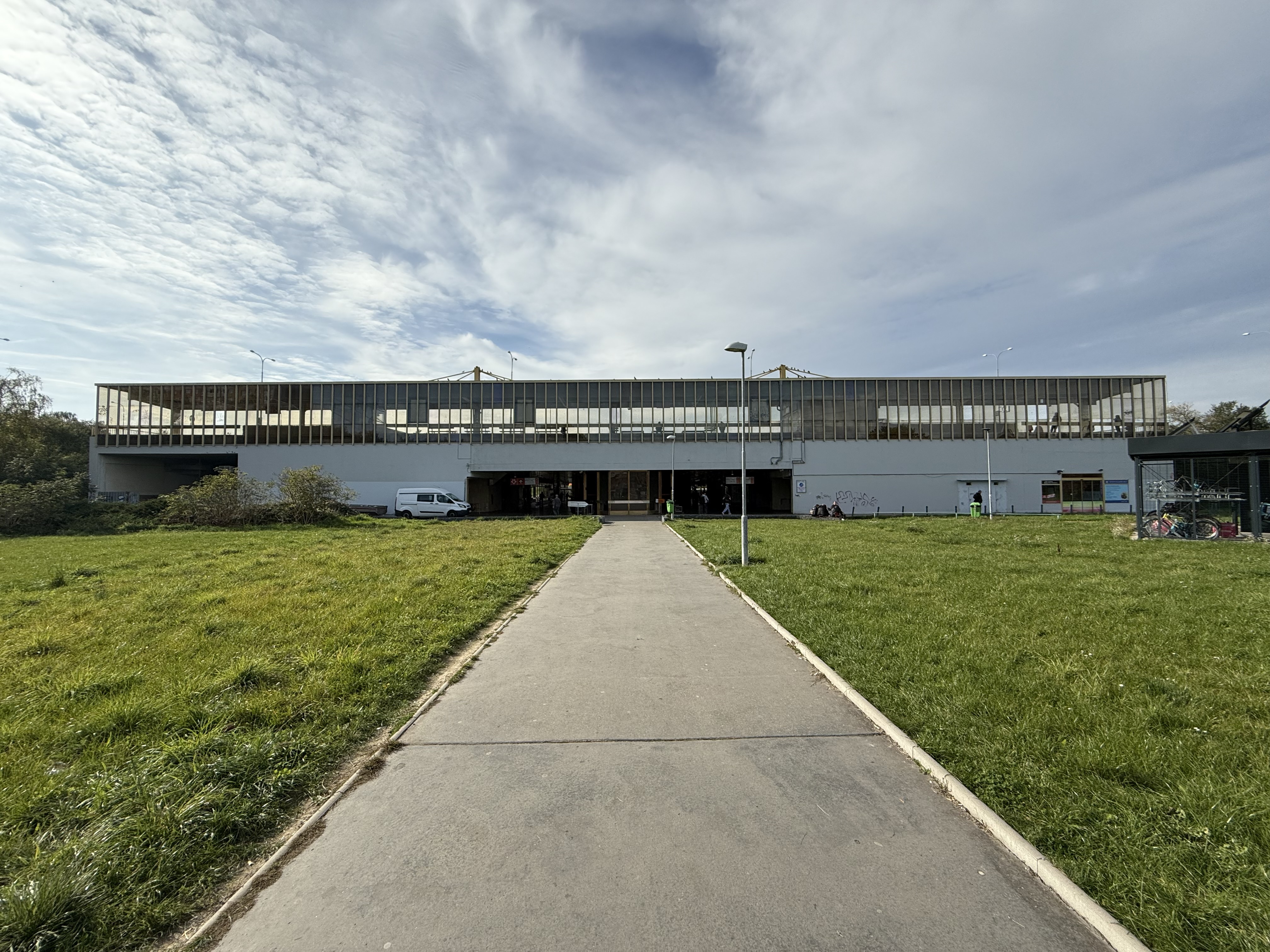
Východní pohled na nadzemní část stanice Opatov (2024)
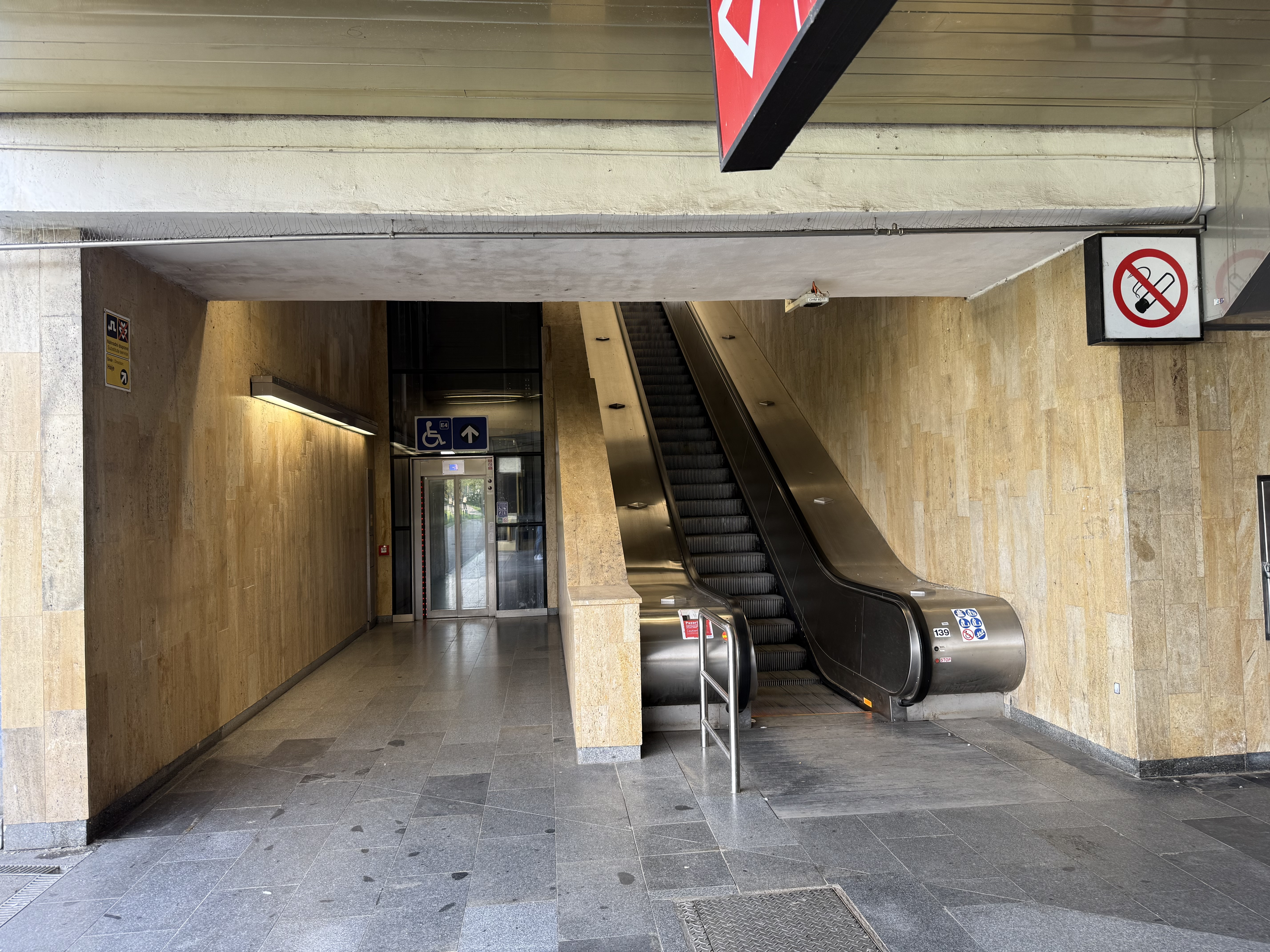
Výtah a eskalátor k autobusovému terminálu
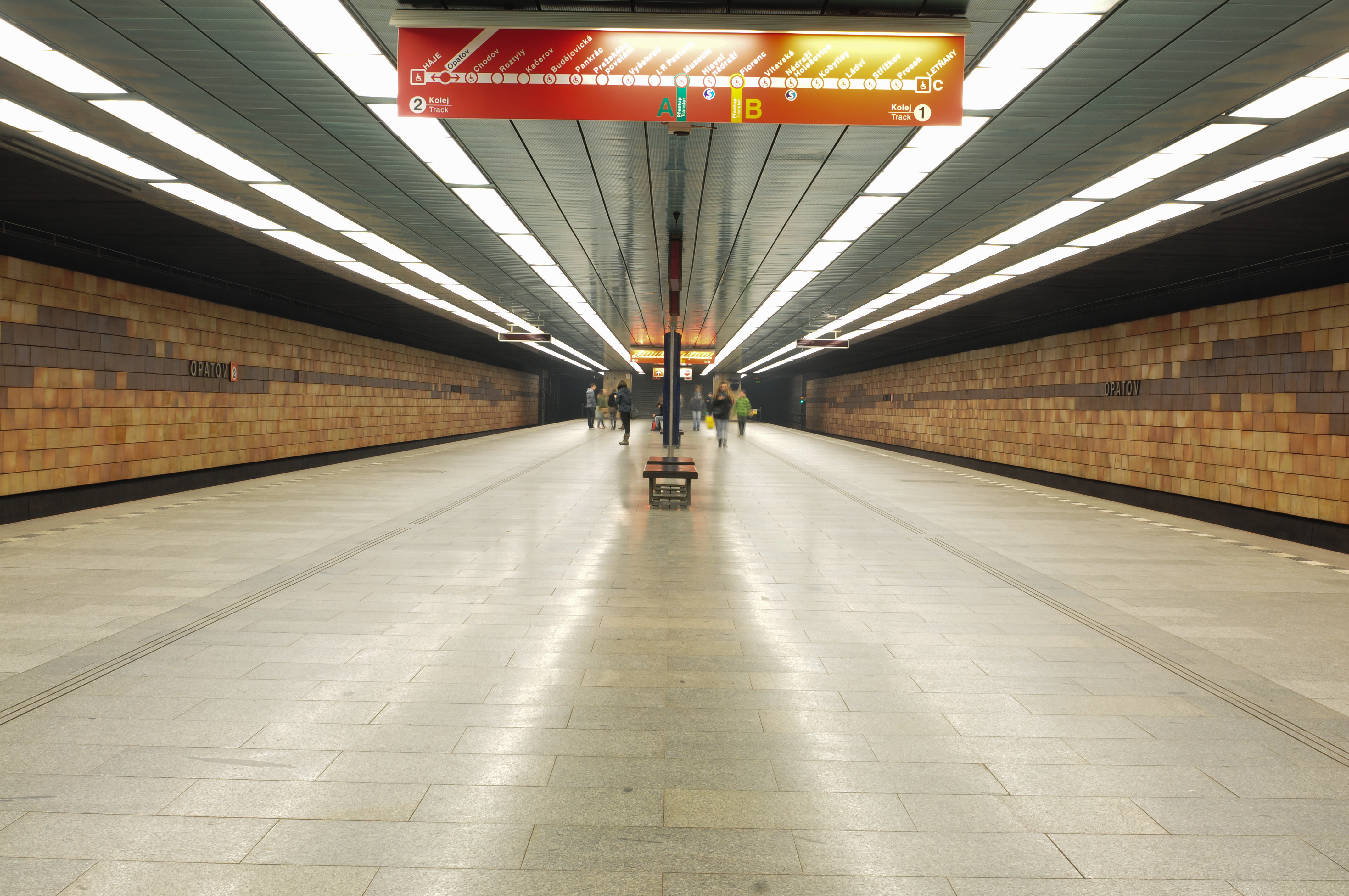
Nástupiště stanice metra